# Szpital im. Franciszka Raszei w Poznaniu
Szpital im. Franciszka Raszei w Poznaniu – szpital zlokalizowany na poznańskich Jeżycach pomiędzy ul. Poznańską i Zacisze.

## Historia

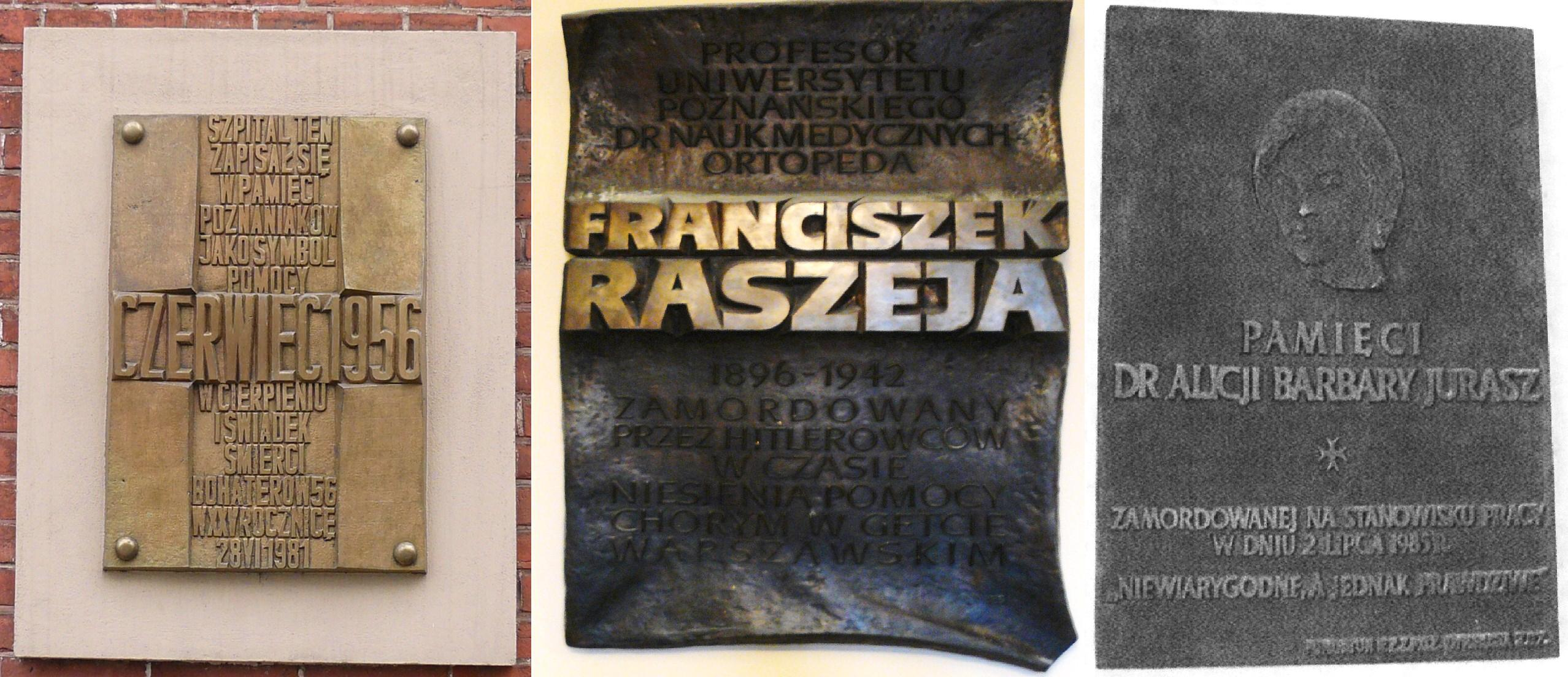
Tablice pamiątkowe związane ze szpitalem

Do I wojny światowej w budynku mieścił się Krajowy Zakład Ubezpieczeń (Landesversicherungsanstalt). W czasie I wojny światowej urządzono tu szpital wojenny (budynek był do tego przygotowany, jako rezerwa medyczna na czas konfliktu), a w okresie II RP – siedzibę Kasy Chorych. W 1933 znoszono tu ofiary katastrofy kolejowej na pobliskim nasypie. Podczas II wojny światowej w obiekcie mieściła się szkoła podoficerska dla sojuszników III Rzeszy. Po zakończeniu wojny, przez krótki czas, działał w gmachu Powszechny Zakład Ubezpieczeń. Epidemia choroby Heinego-Medina, spowodowała, że w 1951 ponownie zagościł tu szpital – tym razem zakaźny. 9 lipca 1953 przeniesiono do obiektu Szpital Miejski nr 2, wcześniej zajmujący rozproszone budynki w różnych częściach miasta. Organizatorem i dyrektorem placówki był Józef Granatowicz. W początkowej fazie działalności lekarze, pielęgniarki i większość sprzętu pochodziły z dawnego szpitala Elżbietanek przy ul. Łąkowej, powstałego w 1909.
Imię Franciszka Raszei nadano jesienią 1953. W latach następnych otwierano różne oddziały specjalistyczne, również w gmachach przyległych (m.in. Katedra i Zakład Medycyny Sportu, Klinika Kardiologii, Oddział Chorób Zawodowych). Ważną jednostką jest jeden z dziewięciu w Polsce Ośrodków Toksykologicznych.

## Oddziały
Do najstarszych oddziałów należą:
- Oddział Chorób Wewnętrznych, powstały w 1953 w budynku przy ul. Mickiewicza 2. Miał początkowo 75 łóżek i zajmował cały parter. Ordynatorem był dr. Włodzimierz Graffstein. W latach 50. XX wieku rocznie hospitalizowano tutaj 1000-1400 pacjentów,
- Oddział Otolaryngologiczny założony przez dra Piotra Okulicz-Kozaryna, który był również pierwszym jego ordynatorem. Już w 1949 zorganizował 60-łóżkowy oddział laryngologiczny w szpitalu sióstr Elżbietanek przy ul. Łąkowej. W 1951 przeniesiono go do zabudowań przy ul. Mickiewicza 2,
- Oddział Położniczo-Ginekologiczny utworzony w końcu 1960 na terenie pomieszczeń po likwidowanym oddziale zakaźnym dla chorych na chorobę Heinego-Medina. Pierwszym ordynatorem był dr Henryk Szłapka z Akademii Medycznej w Poznaniu, a jego zastępcą Tadeusz Grotteli,
- Oddział Noworodkowy zorganizowany przez dr Julitę Ast-Słomko we wrześniu 1961,
- II Klinika Kardiologii Instytutu Kardiologii Akademii Medycznej w Poznaniu powstałą w 1980 na bazie jednego z oddziałów wewnętrznych. Jej pierwszym kierownikiem był prof. Tadeusz Stasiński, a drugim, od 1992, prof. Michał Wierzchowiecki,
- Oddział Chorób Zawodowych przeniesiony w 1955 ze Szpitala Klinicznego przy ul. Przybyszewskiego (kierownik: prof. Antoni Horst), otwarty na części zagospodarowanego strychu w 1957,
- Zakład Radiologii powstały w 1953[1].

## Czerwiec 1956
Szpital odegrał ogromną rolę podczas Powstania Poznańskiego w 1956. W pobliżu, przy ulicach Kochanowskiego i Dąbrowskiego, toczyły się najcięższe walki uliczne i to do szpitala Raszei właśnie, trafiali ranni z tych okolic. Początkowo rannych kładziono na noszach, a potem, gdy zabrakło miejsc, wprost na podłodze, przed salami operacyjnymi. Część osób zmarła zanim zdążono im pomóc. Budynek został ostrzelany przez komunistów z broni automatycznej. Zmarłych kładziono w garażu należącym do zabudowań gospodarczych szpitala. Wśród nich był Roman Strzałkowski, poległy w pobliżu. W dniu 29 czerwca 1956 obiekt wizytował nieprzychylnie usposobiony komunistyczny minister Jerzy Sztachelski.
Heroiczne poświęcenie lekarzy i pielęgniarek upamiętnia tablica umieszczona na elewacji obiektu.

## Architektura
Budynek wzniesiono w latach 1909–1911, według projektu berlińskiego architekta Hermanna Röhde (autora domu handlowego Haase & Co.), z przeznaczeniem na rezerwowy szpital wojskowy. Szpital zbudowany w duchu wczesnej architektury modernistycznej, będącej jeszcze pod silnymi wpływami secesyjnymi. Po wojnie odbudowany niedbale, pozbawiony większości detalu, w tym charakterystycznej, wysokiej wieży nad partią wejściową. W latach 1959–1962 rozbudowany według pojektu Marii Waschko.
 Budynek wpisany jest do rejestru zabytków pod nr rej.: 310 z 8.05.1987

## Tablice pamiątkowe

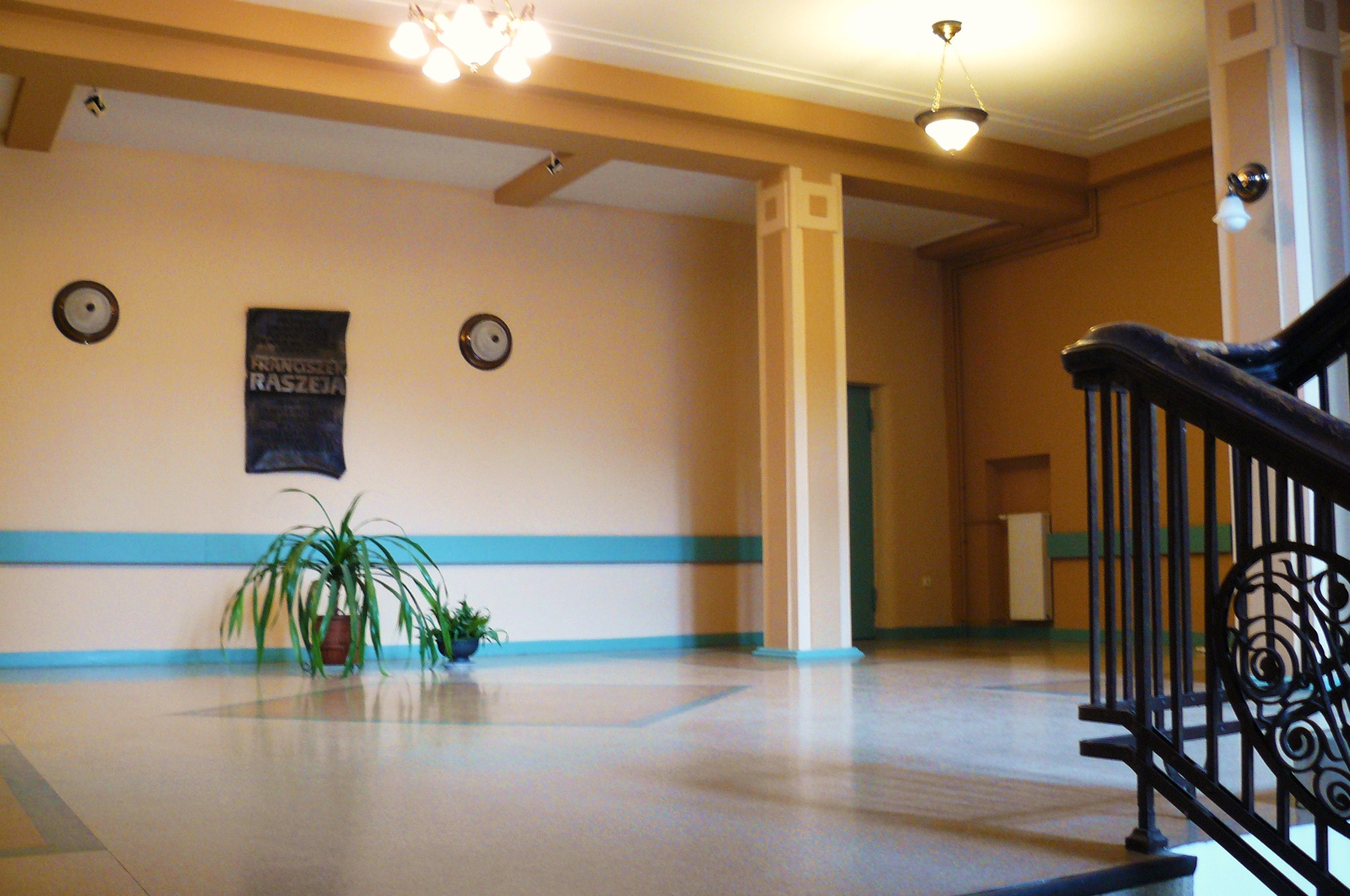
Hol na pierwszym piętrze – główna klatka schodowa

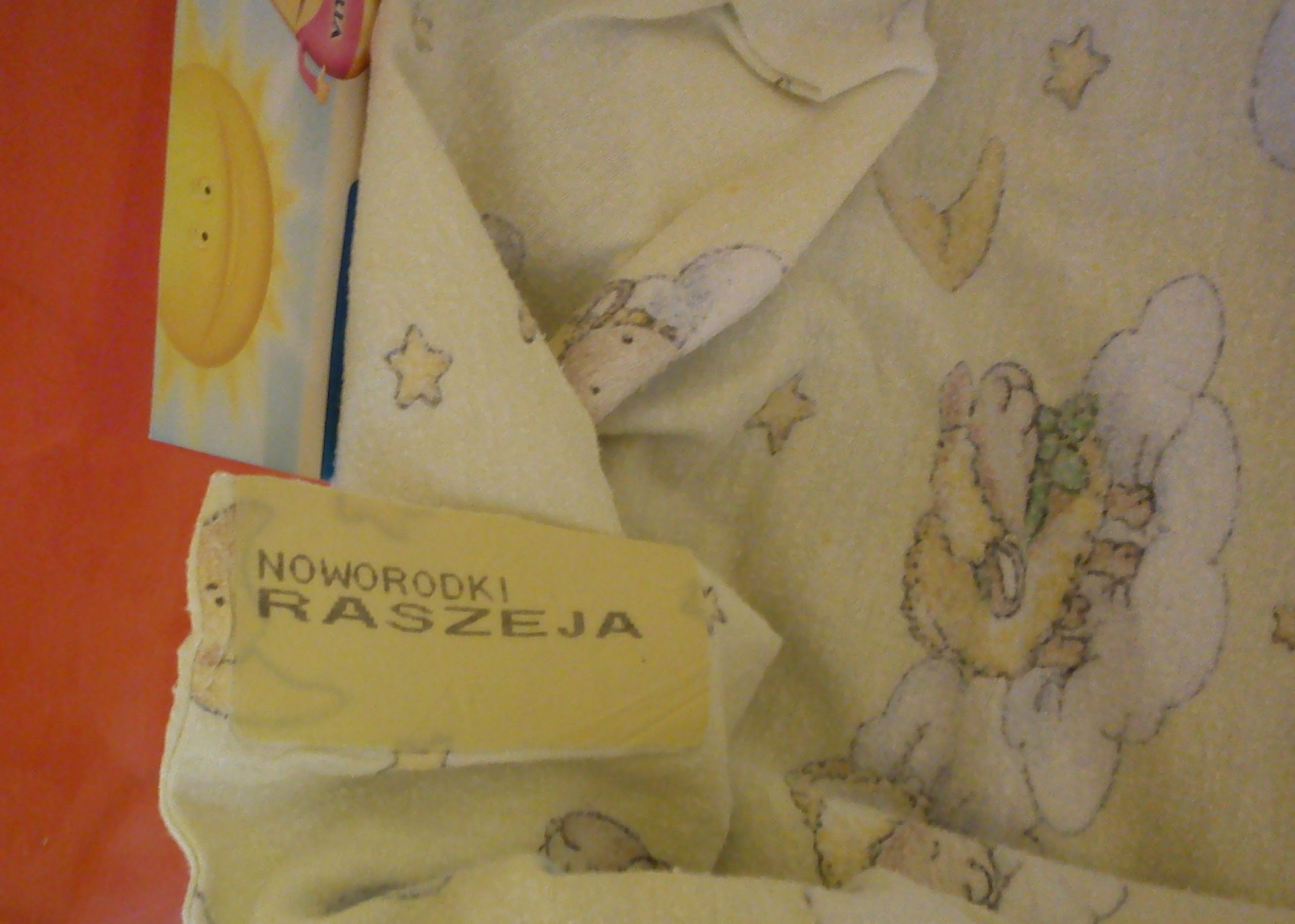
Oddział noworodkowy

Na elewacji i wewnątrz szpitala znajdują się następujące tablice pamiątkowe:
- ku czci Powstania Poznańskiego, zamontowana w dniu 28 czerwca 1981, o treści: Szpital ten zapisał się w pamięci Poznaniaków, jako symbol pomocy w cierpieniu i świadek śmierci Bohaterów '56 / w XXV rocznicę,
- ku czci Franciszka Raszei, o treści: Profesor Uniwersytetu Poznańskiego, Dr Nauk Medycznych, Ortopeda / FRANCISZEK RASZEJA / 1896–1942 / Zamordowany przez hitlerowców w czasie niesienia pomocy chorym w Getcie warszawskim,
- ku czci dr Alicji Barbary Jurasz, o treści: Pamięci dr Alicji Barbary Jurasz / zamordowanej na stanowisku pracy w dniu 2 lipca 1985 / Niewiarygodne, a jednak prawdziwe – ufundowana przez pracowników ZOZ.